# Юнг, Александр Иванович
 Юнг Александр Иванович  (1841—1885) — офицер Российского императорского флота, участник Кавказской войны и русско-турецкой войны 1877—1878 годов. Георгиевский кавалер, капитан 2 ранга.

## Биография
Александр Иванович Юнг родился 21 августа 1841 года. Происходил из дворян Подольской губернии. 8 мая 1853 года поступил кадетом в Морской кадетский корпус, с 28 августа 1858 года на действительной службе. 3 апреля 1860 года по экзамену произведён в гардемарины. В мае того же года назначен в 1-й Черноморский сводный флотский экипаж. С 1860 года плавал в Чёрном море на корветах «Сокол», «Волк», «Удав», шхуне «Новороссийск». 12 июля 1862 года произведён в мичманы.
Участвовал в конечной фазе Кавказской войны. В 1863—1864 годах, на корвете «Волк» в составе действующего отряда, принимал участие при занятии мест по восточному берегу Чёрного моря Шапсухо, Туапсе, Сочи и укрепления Святого Духа, а также при высадке десанта.
Затем плавал на пароходе «Турок» (1864), императорской яхте «Тигр» (1865), пароходе «Чатырдаг» (1866). В августе 1865 года «за труды, понесённые при перевозке морем провианта и боевых припасов для войск Кубанской области и при покорении Западного Кавказа» был награждён орденом Святого Станислава 3 степени и произведён в лейтенанты. Также, в 1866 году был награждён серебряной медалью за покорение Западного Кавказа и крестом за службу на Кавказе.
В январе 1867 года поступил в Черноморский экипаж. В августе 1872 года назначен командиром 3-й флотской роты, а в декабре того же года — 4-й флотской роты. В сентябре 1873 года зачислен во 2-й Черноморский флотский Его Королевского Высочества герцога Эдинбургского экипаж. В январе 1876 года произведён в капитан-лейтенанты. Был назначен старшим офицером на корвет «Львица» с переводом в 1-й Черноморский флотский ЕИВ генерал-адмирала экипаж. В октябре 1876 года назначен командующим парохода «Болтун», а в ноябре — командиром парохода «Сестрица». 12 апреля 1877 года назначен командиром батареи № 2 в г. Одесса. Принимал участие в русско-турецкой войне 1877—1878 годов. 30 августа 1877 года назначен командующим шхуной «Ворон», на которой с 18 сентября находился в составе Нижнедунайского отряда судов под командованием капитан-лейтенанта И. М. Дикова. 27 сентября под Сулином, во время атаки на отряд турецкого парохода «Картал» и канонерской лодки «Сунна», шхуна «Ворон» во главе отряда из трёх шхун выдвинулась навстречу неприятелю и вступила с ним в перестрелку. Во время боя неприятельский пароход отступил, а канонерская лодка «Сунна» налетела на одну из поставленных мин и затонула. Однако бой на этом не закончился и продвинувшиеся на 3 мили вперёд суда отряда вступили в перестрелку с подоспевшими турецкими броненосцами «Хивзи-Рахман» и «Мукадем-Хаир», которая возобновилась на следующий день. В результате артиллерийского огня с борта шхуны броненосец «Хивзи-Рахман» получил серьёзные повреждения, второй турецкий броненосец также был повреждён огнём судов отряда.
С 2 октября 1877 года назначен командиром Нижнедунайского отряда судов.
Высочайшим приказом № 578 от 30 ноября 1877 года «за выказанную храбрость и распорядительность при двухдневном бомбардировании броненосной неприятельской эскадры под Сулином» награждён орденом Святого Георгия 4 степени (вручён 19 декабря 1877 года).
11 февраля 1879 года назначен командиром шхуны «Абин», в августе того же года — старшим офицером императорской яхты «Штандарт». С мая 1881 года по ноябрь 1883 года командовал шхуной «Туабсе», плавал в Чёрном море и за границей. 9 ноября 1883 года назначен командиром шхуны «Дон». 26 февраля 1885 года произведён в капитаны 2 ранга. Умер от чахотки 23 июня 1885 года в своей квартире в г. Николаеве.

## Награды
Капитан 2 ранга Юнг Александр Иванович был награждён орденами и медалями Российской империи:
- орден Святого Станислава 3 степени (09.08.1865);
- орден Святой Анны 3 степени (01.01.1872);
- орден Святого Станислава 2 степени (01.01.1875);
- орден Святого Георгия 4 степени (30.11.1877);
- орден Святого Владимира 4 степени (01.01.1879);
- серебряная медаль «За покорение Западного Кавказа» (21.10.1866);
- Крест «За службу на Кавказе» (1864) (21.10.1866);
- светло-бронзовая медаль «В память русско-турецкой войны 1877—1878» (17.04.1878).

Иностранные:
- орден Меджидие 4 степени.

## Семья
Александр Иванович Юнг был женат на Анне Ивановне (род. 1845), дочери полковника Прокофьева. В семье было две дочери: Анна (род. 29.08.1867) и Фаина (09.02.1875).